# Alissa Wenz
 (octobre 2022).
La mise en forme du texte ne suit pas les recommandations de Wikipédia : il faut le « wikifier ».
Les points d'amélioration suivants sont les cas les plus fréquents. Le détail des points à revoir est peut-être précisé sur la page de discussion.
- Les titres sont pré-formatés par le logiciel. Ils ne sont ni en capitales, ni en gras.
- Le texte ne doit pas être écrit en capitales (les noms de famille non plus), ni en gras, ni en italique, ni en « petit »…
- Le gras n'est utilisé que pour surligner le titre de l'article dans l'introduction, une seule fois.
- L'italique est rarement utilisé : mots en langue étrangère, titres d'œuvres, noms de bateaux, etc.
- Les citations ne sont pas en italique mais en corps de texte normal. Elles sont entourées par des guillemets français : « et ».
- Les listes à puces sont à éviter, des paragraphes rédigés étant largement préférés. Les tableaux sont à réserver à la présentation de données structurées (résultats, etc.).
- Les appels de note de bas de page (petits chiffres en exposant, introduits par l'outil «  Source ») sont à placer entre la fin de phrase et le point final[comme ça].
- Les liens internes (vers d'autres articles de Wikipédia) sont à choisir avec parcimonie. Créez des liens vers des articles approfondissant le sujet. Les termes génériques sans rapport avec le sujet sont à éviter, ainsi que les répétitions de liens vers un même terme.
- Les liens externes sont à placer uniquement dans une section « Liens externes », à la fin de l'article. Ces liens sont à choisir avec parcimonie suivant les règles définies. Si un lien sert de source à l'article, son insertion dans le texte est à faire par les notes de bas de page.
- La présentation des références doit suivre les conventions bibliographiques. Il est recommandé d'utiliser les modèles {{Ouvrage}}, {{Chapitre}}, {{Article}}, {{Lien web}} et/ou {{Bibliographie}}. Le mode d'édition visuel peut mettre en forme automatiquement les références.
- Insérer une infobox (cadre d'informations à droite) n'est pas obligatoire pour parachever la mise en page.

Pour une aide détaillée, merci de consulter Aide:Wikification.
Si vous pensez que ces points ont été résolus, vous pouvez retirer ce bandeau et améliorer la mise en forme d'un autre article.
Pour les articles homonymes, voir Wenz.
Alissa Wenz, née en 1986, est une romancière, autrice-compositrice-interprète, scénariste et enseignante française.

## Biographie
Originaire de Bretagne, Alissa Wenz se forme au piano et au chant au conservatoire de Saint-Malo. Elle intègre l'École normale supérieure, et étudie le scénario à La Fémis, dont elle sort diplômée en 2013.
En tant qu'autrice, compositrice, interprète, elle est produite par Contrepied Productions. Télérama voit chez elle un « petit quelque chose de Barbara ». Elle enregistre en 2019 un album live, en trio avec Agnès Le Batteux (violoncelle, trompette) et Léo Varnet (accordéon, guitare), au Forum Léo Ferré, à Ivry-sur-Seine.
Son premier album studio, Je, tu, elle, paraît en septembre 2022 chez EPM/Universal. Romain Didier en signe les arrangements. RFI y voit un « album somptueux, mutin et poétique » et France Musique remarque « une nouvelle venue dans le monde de la chanson ».
Son premier roman, A trop aimer, paraît en 2020 aux éditions Denoël et raconte une emprise amoureuse. Il reçoit un bon accueil critique : France Inter y voit un « remarquable roman » et Télérama évoque un « premier roman aussi juste qu'implacable sur l'emprise amoureuse »,.
Son deuxième roman, L'Homme sans fil, est publié en 2022, également chez Denoël, et s'intéresse au parcours du hacker Adrian Lamo, connu pour avoir dénoncé Chelsea Manning auprès des autorités américaines.

## Œuvres

### Littéraires
Lulu, fille de marin (récit), Ateliers Henry Dougier, coll. « Une Vie Une Voix », 2019 (ISBN 103120234X)
À trop aimer, Denoël, 2020, roman, 272 p.
L'Homme sans fil, Denoël, 2022, roman, 272 p. L'Homme sans fil a fait partie des quatre finalistes du prix Pampelonne-Ramatuelle ainsi que des cinq finalistes du prix Orange du Livre 2022